# Jolanta Zajdel-Sarnowicz
Jolanta Zajdel-Sarnowicz (ur. 2 sierpnia 1941 w Myszkowie) – polska prawniczka, adwokat, działaczka opozycji w okresie PRL, w 2011 zastępca przewodniczącego Trybunału Stanu, następnie do 2015 członek TS.

## Życiorys
W 1964 ukończyła studia prawnicze na Wydziale Prawa Uniwersytetu Wrocławskiego. Odbyła aplikację sądową i adwokacką, w 1970 rozpoczęła praktykę w tym zawodzie, do 1991 była członkinią Zespołu Adwokackiego nr 5 w Katowicach. W okresie 1969–1981 należała do PZPR.
Po wprowadzeniu stanu wojennego zaangażowała się w obronę działaczy opozycji solidarnościowej oskarżanych w procesach politycznych. Była m.in. obrońcą w procesie górników z Wujka i Piasta oraz związkowców z Huty Katowice. Pod koniec lat 80. związana z regionalnym Komitetem Obywatelskim.
W 1991 założyła własną kancelarię adwokacką. Była m.in. pełnomocnikiem pokrzywdzonych z KWK Wujek w sprawach przeciwko funkcjonariuszom ZOMO. Przez dziesięć lat pełniła funkcję arbitra w Sądzie Polubownym przy Górnośląskiej Izbie Gospodarczej. 5 stycznia 2011 została wybrana do Trybunału Stanu (w miejsce Stanisława Rymara) na stanowisko zastępcy przewodniczącego TS, jej kandydaturę zgłosili posłowie Platformy Obywatelskiej. 17 listopada 2011 została członkiem Trybunału Stanu kolejnej kadencji.

## Odznaczenia
- Krzyż Kawalerski Orderu Odrodzenia Polski (2006)[2]